# Поєнешти-лукашівська культура

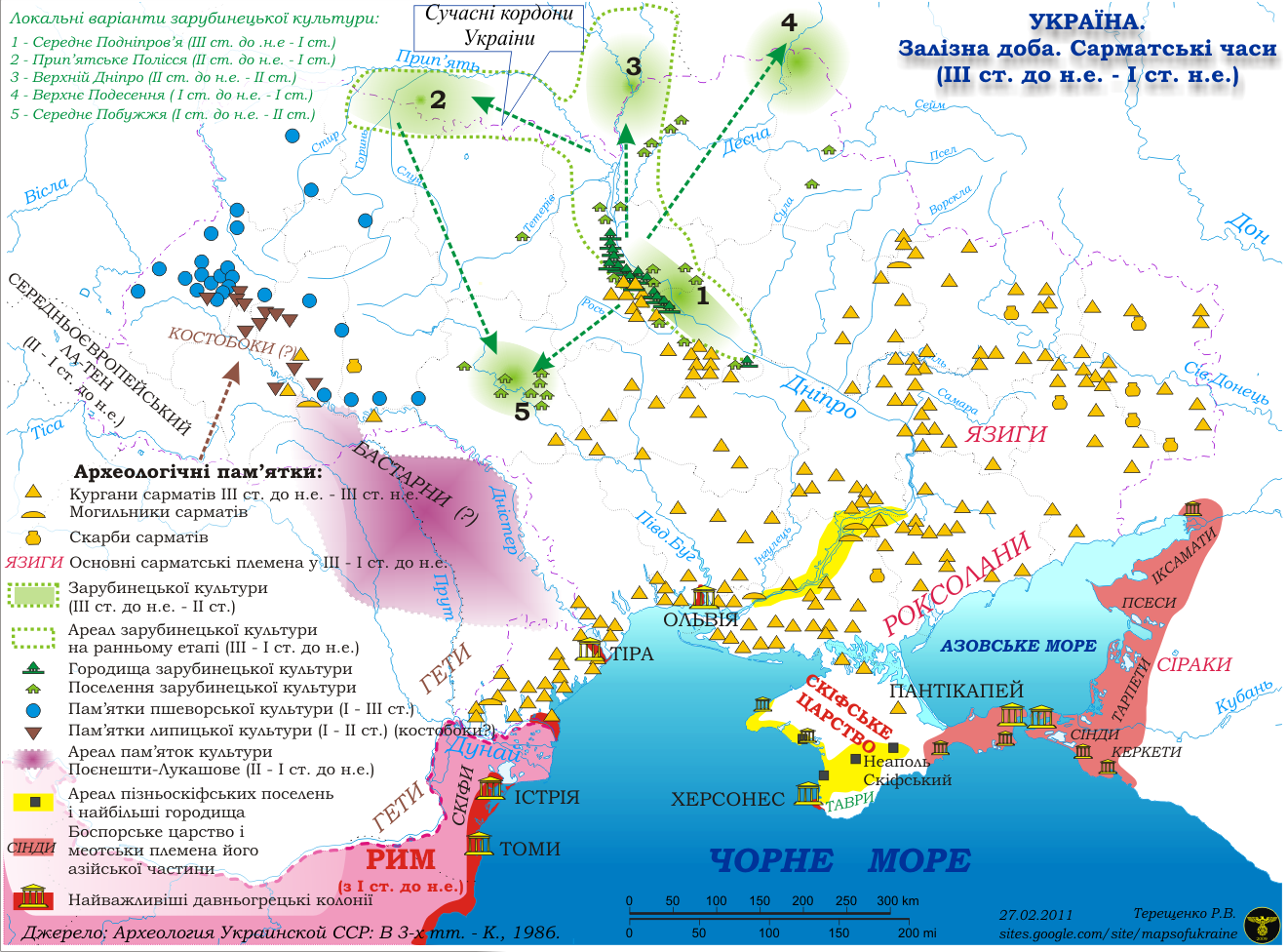
Україна у ІІІ — І ст. до н. е. Культура Поєнешти-Лукашове позначена бордовим кольором

Поєнешти-лукашівська культура поширилась у Карпато-Дністровському регіоні, на території України, Молдови і Румунії. Саме у Румунії були знайдені перші знахідки цієї культури, яку вперше у 1936 році дослідив К.Чіходару, він відкрив могильник поблизу міста Васлуй. Також були проведені розкопки у Молдові, тут біля села Лукашівка були знайдені подібні пам'ятки, що й Румунії. Це дало можливість описати і ввести нову культуру, яка отримала назву Поєнешти-Лукашівська.
Селища, як і в Зарубинецькій культурі були близько річок і мали в середньому 2 га площі. Житла були наземними і напівземлянковими, стіни дерево-каркасної конструкції білого кольору. Опалювали у житлах за допомогою відкритих вогнищ або глиняних печей. Були виявлені господарські ями для зберігання збіжжя поза межами жител, а також вогнища, які використовували влітку просто неба. Були окремі ремісничі споруди, тут знаходили залишки речей, які використовувались в тому чи іншому ремеслі. У поселенні Велика Слобідка, Кам'янець-Подільського району були виявлені елементи трьох культур: пшеворської, зарубинецької та поєнешти-лукашівської. Це свідчить про контакти між культурами і їхню спорідненість.
Населення займалось землеробством і приселищним скотарством. Не далеко від поселень археологами було виявлено знаряддя праці характерні для землеробів, а саме залізні серпи та кам'яні зернотертки. У селищах цієї культури мешканці вирощували ячмінь, пшеницю, просо, коноплі. Скотарство формувалось на базі вирощування великої і малої рогатої худоби, свиней, коней. Також певне місце займало і мисливство і рибальство.
Серед металів, які використовували у Поєнешти-лукашівській культурі були мідь, бронза, сталь, залізо. Для задоволення життєвих потреб у домашніх умовах займались ткацтвом, виготовляли вироби з дерева та кістки.
Кераміка у поняшти-лукашівській культурі була дуже якісною, вона виготовлялась за допомогою ручного гончарного круга, була симетричною, для використання в інших потребах керамічні вироби виготовлялися з товстими стінками. Ця кераміка мала аналогії у пам'ятках гетського населення Дністро-Дунайського межиріччя.
Також було знайдено незначну кількість озброєння, в основному це були залізні наконечники списів та стріл, мечі, залишки щитів.
Поховання. В основному поховання Понєшти-лукашівської характеризують ґрунтові поховання з трупоспаленням в ямках та урнах. Серед виявленого поховального інвентарю були виявлені фібули, браслети, керамічні вироби та інші побутові речі. У поховальному обряді, як найточнішому характеризуванні духовної культури на той час спостерігається зв'язок з гетськими старожитностями.
Археологи датують Поєнешти-лукашівську культуру рубежем ІІІ-ІІ ст. до Р. Х. — другою пол. І ст. по Р. Х.